# Dodecatheon clevelandii
Dodecatheon clevelandii es una especie de planta herbácea perteneciente a la familia de las primuláceas. Es originaria del oeste de Norteamérica. 

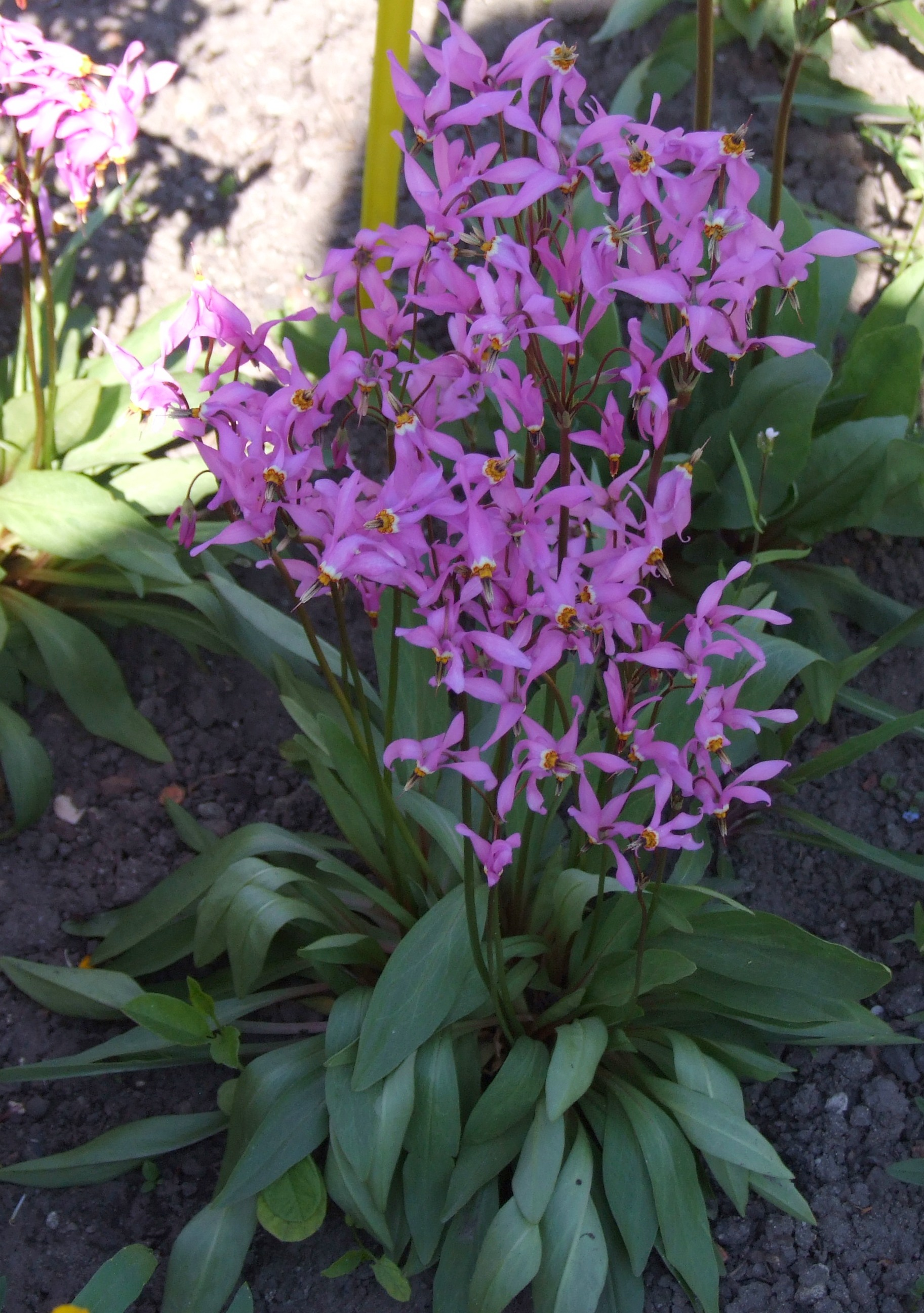
Planta en flor

## Distribución
Dodecatheon clevelandii, es originaria de California y Baja California, donde se encuentra generalmente en pastizales abiertos.

## Descripción
Dodecatheon clevelandii es una planta de hoja caduca de primavera, ya que muere después de la cesación de las lluvias. Tiene hojas basales amontonadas de hasta 40 centímetros de largo con las cabezas de flores en largos tallos de hasta treinta centímetros de altura. Las flores son de color magenta intenso a lavanda o blanco. Esta especie hibrida con Dodecatheon hendersonii, de la que se puede distinguir por su tallo verde

## Taxonomía
Dodecatheon clevelandii fue descrita por Edward Lee Greene y publicado en Pittonia 1(14): 213–214. 1888.
Sinonimia
- Meadia clevelandi Kuntze
- Primula clevelandii (Greene) Mast & Reveal

subsp. patulum (Greene) H.J.Thomps.
- Dodecatheon bernalinum Greene ex R.Knuth
- Dodecatheon hendersonii var. bernalianum (Greene) Jeps.
- Dodecatheon patulum (Kuntze) Greene
- Dodecatheon patulum var. bernalinum Greene

subsp. sanctarum (Greene) Abrams
- Dodecatheon hendersonii var. gracile (Greene) Jeps.
- Dodecatheon laetiflorum Greene
- Dodecatheon patulum var. gracile Greene
- Dodecatheon patulum var. laetiflorum (Greene) Jeps.
- Dodecatheon sanctarum Greene
- Primula clevelandii var. gracilis (Greene) Mast & Reveal[2]